# Afroclanis calcareus
Afroclanis calcareus är en fjärilsart som beskrevs av Rothschild och Jordan 1907. Afroclanis calcareus ingår i släktet Afroclanis och familjen svärmare. Inga underarter finns listade i Catalogue of Life.